# Searsia dentata
Searsia dentata (Thunb.) F.A.Barkley, 1965 è una pianta appartenente alla famiglia delle Anacardiacee.

## Descrizione
È un albero di media grandezza, deciduo, che raggiunge un'altezza di circa 5 m e una larghezza di 4 m.
Ha le foglie di solito notevolmente dentellate (da cui il nome), sebbene talvolta possono essere soltanto leggermente dentate.
Produce piccoli fiori di color bianco-crema in gran quantità, che diventano piccole bacche che si colorano di rosso, arancione o marrone quando sono mature. Le bacche attirano gli uccelli che se ne nutrono.

## Distribuzione ed habitat
Si trova in natura in quasi tutto il Sudafrica, tranne che nelle province occidentali e settentrionali del Capo, nonché in Lesotho, Mozambico, Swaziland e Zimbabwe.
Il suo habitat varia dal livello del mare alle montagne del Drakensberg. Resiste bene al gelo, e dovrebbe essere piantata in pieno sole.